# Walter Weiler
Walter Weiler (* 4. Dezember 1903 in Winterthur; † 4. Mai 1945 in Bern) war ein Schweizer Fussballspieler.

## Karriere
Walter Weiler kam am 14. Dezember 1903 in Winterthur zur Welt. Er wurde, wie auch sein älterer Bruder Max, von seinem älteren Bruder Eugen zum Fussball gebracht. Dieser wurde 1915 zum ersten Präsident des neu gegründeten SC Veltheim gewählt und zog seine fünf Brüder dorthin nach. Walter Weiler begann im Alter von 15 Jahren bei Veltheim Fussball zu spielen.
Mit 22 Jahren verliess er seinen Heimatverein und wechselte zu Le Havre AC nach Frankreich. 1926 kehrte er in die Schweiz zurück zu den Grasshoppers, wo bereits sein älterer Bruder Max spielte. Noch im gleichen im gleichen Jahr, am 10. Oktober 1926, gab er im Freundschaftsspiel gegen Österreich auch sein Nationalmannschaftsdebüt (wobei er bereits während seiner Zeit in Le Havre an den Olympischen Sommerspielen 1924 in Paris zur Schweizer Delegation zählte, ohne jedoch zum Einsatz zu kommen). 1928 nahm er mit dem Nationalteam an den Olympischen Sommerspielen 1928 in Amsterdam teil. Bei der ersten WM-Teilnahme der Nationalmannschaft an der WM 1934 in Italien führte er die Mannschaft als Captain an.
Bei den Grasshoppers verbrachte Weiler den grössten Teil seiner Aktivzeit bis zu seinem Karriereende 1943. Dabei holte er mit GC sieben Meistertitel (1927, 1928, 1931, 1937, 1939, 1942 und 1943) und neun Cupsiege (1927, 1932, 1934, 1937, 1938, 1940, 1941, 1942 und 1943) und absolvierte mit den Zürchern über 700 Meisterschafts- und Cupspiele.
Nach Karriereende wurde Weiler 1943 vom Schweizerischen Fussball- und Athletik-Verband (heute «Schweizerischer Fussballverband») zum Verbandssportlehrer der Abteilung Fussball gewählt. 1944 veröffentlichte er sein Buch «Fussball-Lehrgang für die Jugend: Technische und taktische Grundschule des Fussballs», der Titel wurde ins Französische und Italienische übersetzt.
Weiler verstarb ein Jahr nach der Veröffentlichung des Buches am 4. Mai 1945 mit nur 41 Jahren an Herzversagen während einer Lektion für angehende Fussballtrainer, die er als SFV-Instruktor in Bern leitete. Er wurde auf dem Friedhof Rosenberg in Winterthur beigesetzt.

## Werke
- Fussball-Lehrgang für die Jugend: Technische und taktische Grundschule des Fussballs. Schweizerischer Fussball- und Athletikverband (SFAV), Zürich 1944.